# État de Jawhar
Jawhar était un État princier des Indes qui fut gouverné par des radjahs jusqu'en 1948. Cet État princier est aujourd'hui intégré dans l'État du Goujerat.

## Liste des radjahs de Jawhar
- 1798-1821 Vikram Shah III (+1821)
- 1821-1865 Patang Shah III (1821-1865)
- 1865 Vikram Shah IV (1839-1865)
- 1865-1905 Patang Shah IV (1854-1905)
- 1905-1917 Krishna Shah V (hi) (1879-1917)
- 1918-1927 Vikram Shah V (hi) (1885-1927)
- 1927-1948 Patang Shah V (en) (1917-1978)